# Eustroma dictyota
Eustroma dictyota är en fjärilsart som beskrevs av Louis Beethoven Prout 1937. Eustroma dictyota ingår i släktet Eustroma och familjen mätare. Inga underarter finns listade i Catalogue of Life.